# تابولا بانسيتانا

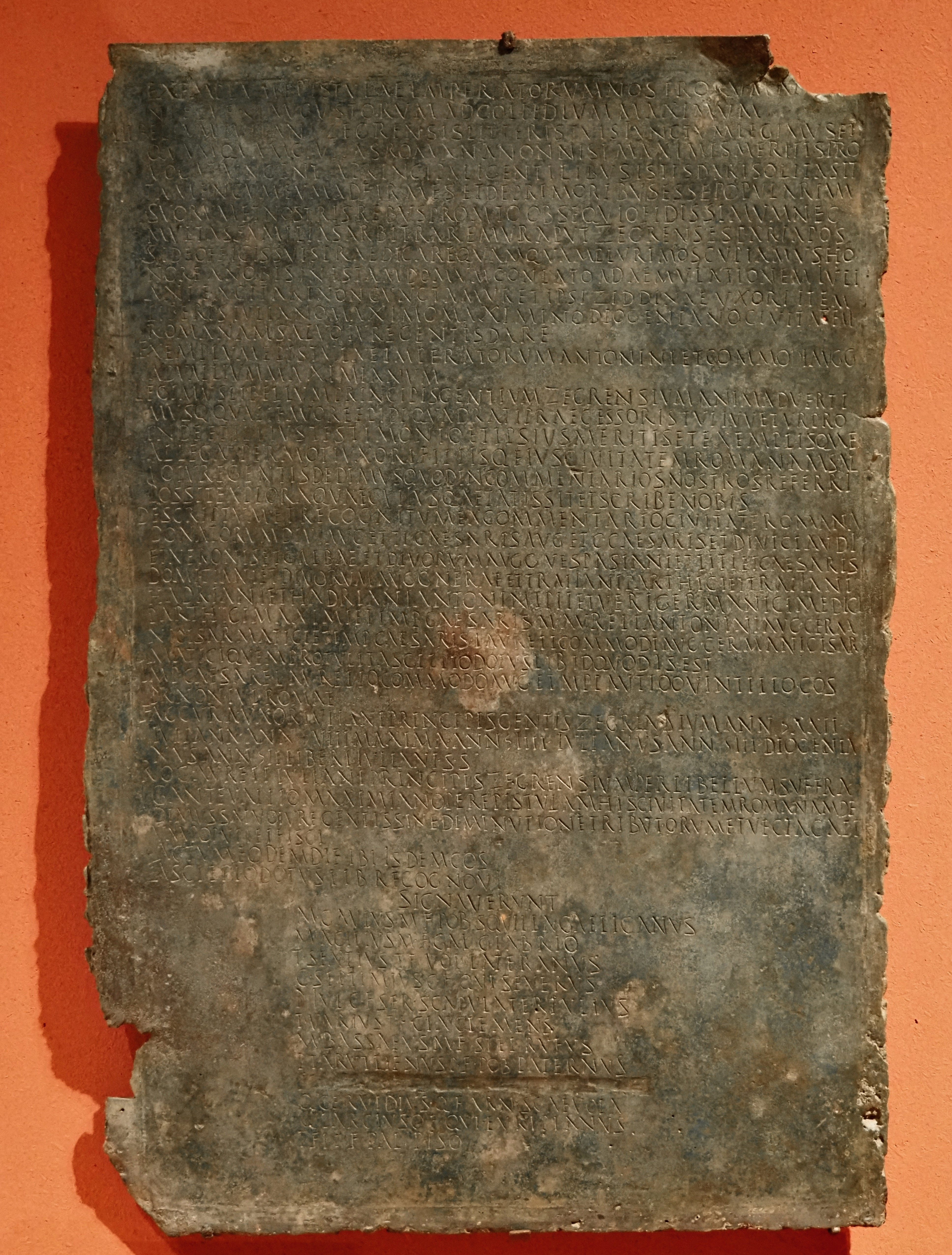
لوحة باناصا

لوحة بناسة (باللاتينية "تابولا باناسيتانا”) هي وثيقة كتابية وجدت في بناسة، في المغرب الحالي، في عام 1957 وهي محفوظة الآن في المتحف الأثري بالرباط.
هذه نسخة طبق الأصل، مؤرخة 177 ، من الوثائق المتعلقة بمنح الجنسية الرومانية من قبل الإمبراطور ماركوس أوريليوس لعائلة من أعيان الزغرينس، قبيلة في موريتانيا الطنجية.
تلقي تابولا باناسيتانا الضوء على الإجراءات الإدارية المتبعة عند منح الجنسية الرومانية كفيريتان (viritim ، بصفته الشخصية). كما تلقي الضوء على نتائج هذا الامتياز: تُمنح الجنسية الرومانية saluo iure gentis ، مع الحفاظ على القانون المحلي: يمكن للمواطن الجديد أن يستمر في عيش حياته كما كان من قبل. لا يؤدي منح الجنسية إلى عدم التوازن في حياة المجتمعات المحلية، وبالتالي يحتفظ المستفيدون المعينون من قبل Tabula Banasitana بجميع واجباتهم تجاه السلطات الضريبية.
قدمت تابولا باناسيتانا أيضًا معلومات جغرافية ثرية من خلال الكشف عن أسماء حكام موريتانيا الطنجية بالإضافة إلى تكوين المجلس الإمبراطوري خلال جلسة في يوليوز 177م. من خلال تقديم بيانات جديدة عن الجنسية الرومانية وامتيازها في القرن الثاني، كما ساهم في فهم مرسوم كركلا.
لا ينبغي الخلط بين لوحة بناسة ومرسوم بناسة وهو نقش برونزي آخر تم العثور عليه في بناسة والذي يسجل إعفاء ضريبي من قبل كاراكلا في 216م.

## المذكرات والمراجع
1. 1 2 3  Catherine Virlouvet; Nicolas Tran (2018). "Hiérarchies et relations sociales dans l'Empire romain". Rome, cité universelle. Mondes anciens (بالفرنسية). Paris: Éditions Belin. p. 698-699. ISBN:978-2-7011-6496-0..

## فهرس
- وليام سيستون، موريس يوزينات، «الجنسية الرومانية في زمن ماركوس أوريليوس وكومودوس، بحسب تابولا باناسيتانا»، CRAI ، 105-2، 1961، ص. 317-324 (قراءة على الإنترنت).
- وليام سيستون، موريس اوزينات، ملف من المستشارية الرومانية: تابولا باناسيتانا . دراسة دبلوماسية "، CRAI ، 115-3، 1971، ص. 468-490 (قراءة على الإنترنت).
- ميشيل كريستول، «مراسلة إمبراطورية: testimonium and suragatio in the Table of Banasa»، Historical Review of French and Foreign Law ، 1988، 1، p. 31-42.
- رينيه ريبفات كلمة فاميليا على طاولة بناسا»، مخاليط Deroux III ، مجموعة Latomus 270، بروكسل، 2003، ص. 356-364

```
.
```

## انظر كذلك

### مقالات ذات صلة
- الامبراطورية الرومانية
- الكتابة بالحروف اللاتينية
- مرسوم كركلا
- موريتانيا الطنجية

### روابط خارجية
- نص ونسخ تابولا
- مكتبة القانون الروماني، بما في ذلك. مبادئ الدساتير
- تابولا بانسيتانا